# Normanton, Derbyshire
Normanton är en stadsdel i Derby, i distriktet Derby, i grevskapet Derbyshire, i England. Ward hade 19 810 invånare år 2021. Normanton var en civil parish fram till 1928 när blev den en del av Derby, Littleover och Sinfin Moor. Civil parish hade 1 383 invånare år 1921. Byn nämndes i Domedagsboken (Domesday Book) år 1086, och kallades då Normanestune/Normantune.